# Doyen de Truro

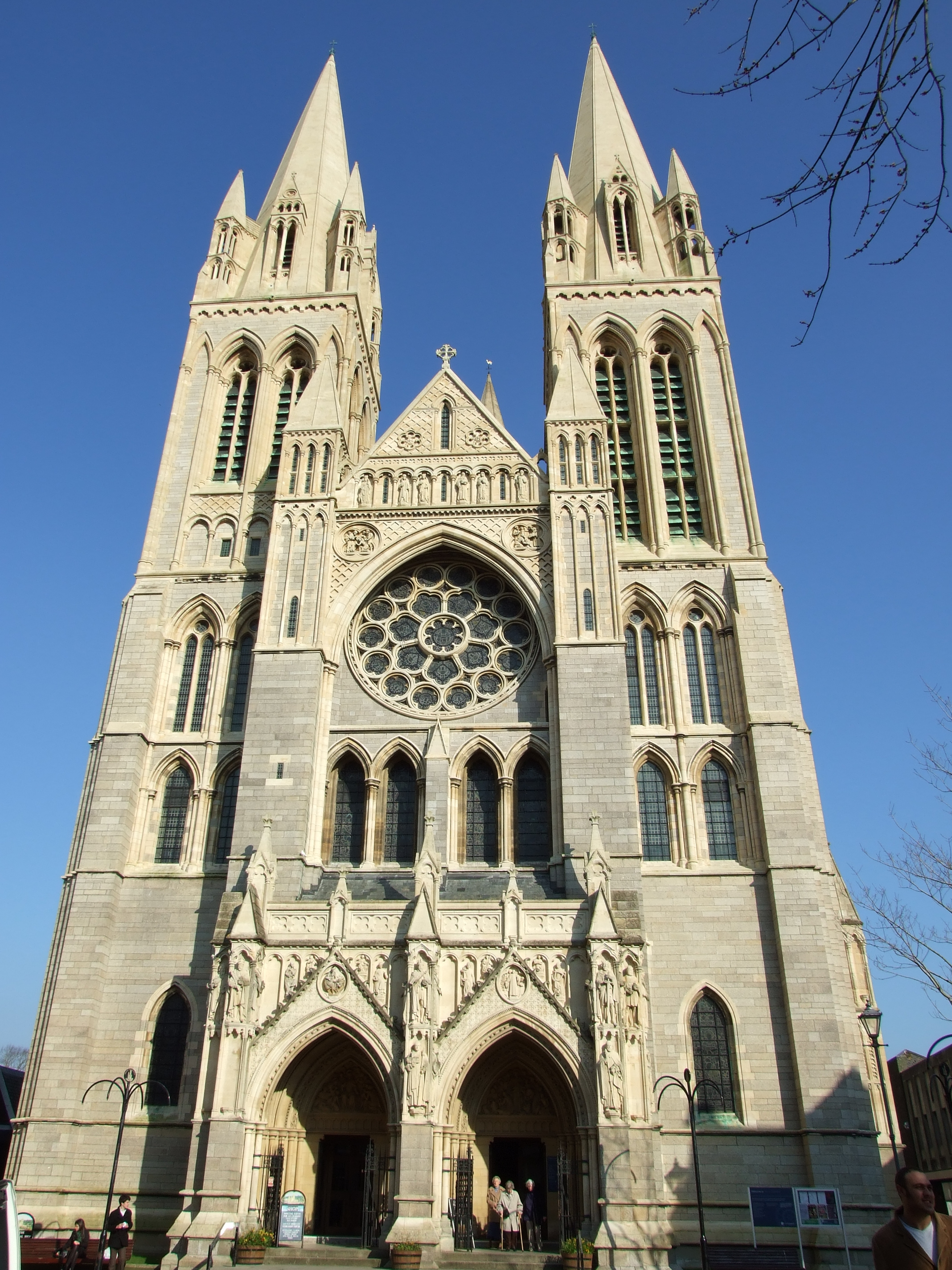
Cathédrale de Truro

Le doyen de Truro (Dean of Truro en anglais) est le président primus inter pares du Chapitre de chanoines qui dirige la cathédrale de Truro (|Cathedral Church of the Blessed Virgin Mary] à Truro. La cathédrale est l'église mère du diocèse de Truro et le siège de l'évêque de Truro. Le doyen actuel est Roger Bush.

## Liste des doyens
- 1960–1981 Henry Lloyd
- 1982–1997 David Shearlock
- 1998–2005 Michael Moxon
- 2005–août 2011 Chris Hardwick (démissionnaire)[1]
- août 2011–juin 2012 Perran Gay (intérimaire)
- 21 juin 2012 Roger Bush